# Bucov, Argeș
Bucov este un sat în comuna Râca din județul Argeș, Muntenia, România.

## Istoricul satului Bucov
Deși de origine slavă-<buc>- înseamnă< fag> și <ov> înseamnă <de>- <de fag>, termenul se referă mai mult la pădurea din preajma satului, decât la localitate. Nu posedăm documente care să ateste acest nume de Bucov din vechime. Adevărat este că, pe aceste meleaguri, au fost cândva întinse păduri de fag. Una dintre tarlalele cele mai fertile, care au aparținut acestui sat, luată de la boieroaica Câmpineanca și dată sătenilor care s-au remarcat în Primul Război Mondial s-a numit <La Fagi> Bătrânii au lăsat, prin tradiție, generațiilor viitoare știrea că aici erau niște fagi seculari, rămași din faimoasele păduri ale Teleormanului, păduri care, cu timpul, s-au uscat sub influența condițiilor naturale sau au fost tăiate pentru crearea de terenuri agricole.
Cu această denumire de bucov, slavii au botezat, mai întâi, pădurea, apoi râul care trecea prin pădure și prin apropierea satului, după care satul însuși și-a luat această denumire de la râu.
Primul document care atestă formarea nucleului acestui sat datează din anul 1830 și este Testamentul Serdarului Teodorache Râculescu ( vezi anexele) legalizat de Arhivele Statului la 12 august 1894, sub nr 430, serdar care lasă moșia pe care se afla satul Adunați (componentă premergătoare a satului Bucov), ca danie, mai întâi, soției sale, Anica, și, apoi, neavând urmași, după moartea nevestei, Mânăstirii de maici Pasărea din județul Ilfov.
Serdarul1 Teodorache Râculescu a mai avut un frate, venit ca diacon în sat, numit Stancu. Stancu Diaconu a avut cinci copii: pe Pană, Pârvu, Dragomir, Gherghina și Ioana. Cu toții au format cătunul Diaconeștilor în jurul bisericii din deal, sat întins cam de la podul de peste Bucov până la ieșirea din sat spre Miroși.
Până la 1600 nu există nici un document care să ateste existența acestui sat. Primele date sigure ne sunt furnizate de prin anul 1750, numele de Bucov apărând în 1853 pe Harta Statului Major Austriac, editată de Papazoglu și alții.
La 1862 satul Bucov era format din următoarele cătune:
-Cătunul Diaconești (Dicanești);
-Cătunul Betegi (Adunați);
-Cătunul Pistolești;
-Cătunul Ciuculești;
-Cătunul Răiculești;
-Cătunul Porcărești (Purcărești);
-Cătunul Băjenești.
Cătunul Diaconești este primul sat care s-a format (s-a mai numit și Tunari?!), un fel de vatră a satului Bucov, pe moșia străbună Diaconeasa, moșie ce se întindea din apa Plescării până la apa Bucovului, iar spre miazănoapte se mărginea cu moșia Mânăstirii Aninoasa. Numele îi vine de la Stan Diaconu (un rang bisericesc) care s-a mutat cu familia din Shitul din Strâmba, pe dealul din apropierea Bucovului. Stan Diaconu a avut cinci copii și nenumărați nepoți și strănepoți care și-au durat case pe aceste meleaguri și cărora lumea le-a zis Diaconești. Aici exista deja o biserică de lemn și din scândură, ridicată pe moșia lor, la care a slujit Stan Diaconu, după care a venit să slujească Popa Pistol, despre care vom vorbi la satul Pistolești. La început satul a avut doar câteva fumuri (20-30 de case) Din neamul Diaconeștilor au mai rămas până astăzi Stănileștii( de la Stan), Peneștii( dela Pană sin Stan Diaconu), Pârvuleștii (de la Pârvu sin Stan Duiaconu), Dragomireștii (de la Dragomir sin Stancu Diaconu), Franțeștii (Franțescu sin popa Stancu) ,Trăileștii, Băngoi, Țăpoi etc.
Cătunul Betegi (Adunați) , este o așezare care a fost compusă la începuturi cam din 6-7 fumuri (familii), amplasată prin luminișurile pădurii și Văii Bucov, la nord de comună. Cuvântul <betegi> înseamnă <(oamnei) cu beteșuguri>. Trebuie să reamintim că între anii 1784 și1831 au fost vreo 14 epidemii de ciumă și holeră, care au decimat populația. Așa se face că un sat din apropiere numit Pistolești, -sat blestemat de Dumnezeu- [s-a risipit], majoritatea locuitorilor murind de ciumă (vestita ciumă a lui Caragea-Vodă), iar cei ce mai rămăseseră, betegiți, și-au abandonat bordeiele și s-au mutat pe dealul din apropiere, formând localitatea Betegi. Satul s-a mai numit  și Adunați pentru că, cu timpul a roit prin  străinașii venți din  Râca, Căldăraru, Strâmbeni și Izvoru de Jos.
Satul s-a așezat pe moșia Strâmba, moșie care, în anul 1684, este dată cu Hrisov domnesc de către Șerban Cantacuzino, înainte cu patru ani de a muri, lui biv-vel-clucer1 Tudoran care la rândul lui se călugărise și dăduse moșia ca danie Sfintei Mânăstiri Aninoasa din județul Muscel. Între anii 1830-1824 găsim moșia sub denumirea Burdea-Căldăraru sau Strâmba. În anul 1840 hotarele moșiei erau următoarele:
-la răsărit- moșia Izvoru a lui Tache Budișteanu și a lui aga Costache Bellu din Tătărăști;
-la apus- moșiile moșnenești Ciocești și Băbeni-Negoiu;
-la miazăzi- moșia Râculescu a răposatului medelnicer2 Tudorache Serdarul și moșia moșnenească Cheleasca;
-la miază noapte- Valea Bucovului până în Valea Burzii și moșia moșnenească Strâmbeni.
Cătunul Pistolești era așezat pe apa Bucovului, lângă pădurea Piscului. El purta numele întemeietorului său, Popa Pistol, un preot furat de săteni din satul Izvoru pentru a-l aduce să slujească la biserica din Bucov. Preotul făcuse parte din oastea lui Tudor Vladimirescu și după terminarea răzmeliței se popise pentru a i se pierde urma la o mânăstire. După înfrângerea răscoalei, se știe că toți adepții lui Tudor au fost urmăriți de turci și pedepsiți cu temnița. Acest sat a fost bântuit de o ciumă groaznică care a făcut ca majoritatea locuitorilor să-și găsească moartea în gropile de var.
Cei care au mai rămas  și-au părăsit bordeiele și s-au mutat mai  costișa din apropiere, formând satul Betegi. Urmele bordeielor au dăinuit până prin 1950, prin resturi de cărămizi, vetre, gropi, cioburi de vase, etc.
Popa Pistol, după trecerea prigonirii turcilor, rămăsese cu un pistol pe care-l purta la chimir, pentru a se răzbuna pe cetele de turci care încă mai dădeau iama călări prin gospodăriile oamenilor.Și astfel a luat numele Armei, de Popa Pistol.
Cătunul Ciuculești era așezat la captul dinspre apus al moșiei Mânăstirii Aninoasa, pe apa Strâmbei, numindu-se Strâmba??. Din această localitate locuitorii, foarte puțini care mai rămăseseră, în frunte cu un localnic fruntaș, numit Ciucă, s-au mutat pe aceeași moșie la estul ei, lângă Diaconești. De altfel și moșia unde era așezat se numea Strâmba, primită ca loturi la reforma agrară din 1864, a lui Alexandru Ioan Cuza. Moșia era comună cu a satului Betegi, ale cărei limite-hotar le-am arătat la satul Betegi. În partea estică a satului a mai existat un cătun de câteva case numit Chelușeii ( probabil de la călușari?!), care cu timpul, pierzându-li-se neamul, a dispărut.
Cătunul Răiculești așezat între moară și dispensarul comunal, își are obârșia în comunele Icoana și Băliganu pe Olt, sat ai cărui locuitori, plecați cu oile spre răsărit să-și găsească loc bun de pășunat, au fost surprinși de legile țării dintre anii 1700-1750 și s-au statornicit pe aceste meleaguri. Altă variantă ar fi că și ei fuseseră prigoniți de turci, ascunzând panduri, după revoluția lui Tudor Vladimirescu, și-și găsiseră loc pe aici unde primejdia era mai mică. Partea Răiculeștilor dinspre miază-noapte sunt descendenți din două neamuri: Nedeie-Neamu, boier, și popa Preda. Răiculeștii au fost împroprietăriți pe moșiile Mânăstirii Aninoasa și a lui Aga Costache Bellu în anii 1864, 1878, 1894, 1921, 1945 și 1990, după revoluția din decembrie 1989. Mai există și astăzi urmași ai răiculeștilor, fie la capul dinspre moară, familia lui Raicu Florin, sau de lângă dispensar, Raicu Marin, după care s-au răspândit și în satul Moșteni, din Râca, cum ar fi familia lui Raicu Gheorghe.
Cătunul Porcărești (Purcărești), își trage originea din porcarii care păzeau cirezile de porci ale boierului și se bucură de o vechime apreciabilă, de pe la anul 15001 El se află înșiruit pe șoseaua județeană Popești-Căldăraru, cam la jumătatea distanței dintre ele și nu trebuie confundat cu satul Purcăreni, din comuna Popești, așezat pe partea stângă a Teleormanului pe la 1830, pe moșia lui Ștefan Bellu, farmat din porcarii veniți din Glavaciog și Voinești.
La 1848 îl găsim în administrarea comunei Popești împreună cu satele Palanga și Izvoru de Jos, numit clănțăul ( cătunul) Porcăreni, având 10-15 fumuri.
Înainte de 1864, cele câteva gospodării din Purcărești erau așezate pe dealurile și văile din apropiere, locuitorii lui fiind clăcași pe moșia lui Ștefan Bellu din Tătărăștii de Sus. La 1864 satul făcea parte tot din comuna Popești-Palanga și avea 56 de familii de clăcași, dintre care 6 familii fruntașe care au fost înproprietărite cu câte 11 poboane fiecare, 44 de familii mijlocașe, împroprietărite cu câte 7 pogoane și 19 prăjini, iar 6 pălmași cu câte 498 de stânjeni pătrați. La fiecare li s-a dat loc de casă și de grădină, iar satul a fost dat la linie1, toate gospodăriile fiind mutate pe o parte și pe de alta a șoselei trasată atunci. În 1864 mai erau patru urmași de porcari, întemeietori ai satului:Trâncă Purcaru, Stan Purcaru, Ștefan Purcaru și Nedelea Purcaru.
Cartea de Hotărnicie a terenurilor delimitate la 1864 locuitorilor din comuna Bucov-Adunați, jud. Teleorman în moșia Tătărăștii de Sus a defunctului Ștefan Bellu, lucrare efectuată de Constantin P. Comănescu, inginer hotarnic din Pitești, conform autorizației Trib. Teleorman, nr.5403 din 20 mai 1911, trasează hotarele satului, după ce cheamă toți vecinii cu actele pe care le au, ca martori. Vecinii sunt:1. D-na Irina Câmpineanu (născută Irina Ștefan Bellu); 2. D-l Ministru al Cultelor, Administrația Casei Bisericii din București, pentru locul bisericii Bucov-Adunați dat la 1864 în moșia Burdea-Căldăraru; 3. Moșteniotori C. Mihai, zis Mihăești din comuna Bucov-Adunați, județul Teleorman; 4. Moștenitorii R. Raicu din comuna Bucov-Adunați; 5. Moștenitorii Stancu Neamu din comuna Bucov-Adunați; 6. Moștenitorii Deaconești din comuna Bucov-Adunați; 7. Delimitații din 1864 în moșia Pasărea domiciliați în com. Bucov-Adunați; 8. Delimitații din 1864 în moșia Burdea-Căldăraru, domiciliați în comuna Bucov-Adunați; 9. Dobre P. Rădulescu, domiciliat în comuna Râca, județul Teleorman; 10. Moștenitorii defunctului Barbu Gănescu la d-l Gh. Vămășescu din comuna Râca, județul Teleorman; 11. Moșnenii din Râca domiciliați în comuna Râca, județul Teleorman; 12. Delimitații din 1864 în moșia Tătărăștii de Sus din cătunul Palanga, comuna Palanga-Popești, județul Teleorman; 13. Mihalache Stancu Popescu din comuna Tecuci-Calinderu, jud. Teleorman; 14. Delimitații din 1864 în moșia Tătărăștii de Sus, domiciliați în cătunul Porcărești din comuna Bucov-Adunați. În satul Purcărești, la 1864 s-au împroprietărit 6 locuitori fruntași cu câte 11 pogoane și 66 de prăjini; 44 de locuitori mijlocași cu câte 7 pogoane și 19 prăjini și 6 locuitori pălmaș cu câte 4 pogoane și 15 prăjini. S-au dat 56 de locuri de casă și un total de 458 de pogoane și două prăjini și jumătate.
<Locuitorii din cătunul Purcărești care fac hotărnicia actuală se învecinează cu proprietatea Tătărăști a doamnei Câmpineanu pe latura despre miază noapte și pe latura despre miază zi a terenurilor de hrană ale locuitorilor. Noi am început lucrarea despre vecinătatea de miazănoapte, începând din măgura din malul drept al apei Bucovul, măgură însemnată pe planul ridicat de noi cu nr.1, din această măgură hotarul urmând pe posesiunea actuală merge în direcția spre est și la depărtare de 146, 50m am găsit altă măgură mare făcută lângă colțul șoselei Bucov-Adunați-Popești-Palanga. De aici hotarul urmând aceeași direcțiune merge pe zona de miază zi a zisei șosele, iar la depărtare de 1417 metri ajunge în măgura din colțul delimitării locuitorilor din Palanga, pe planul nostru notat cu nr. 2, măgură mare veche lângă colț de trei hotare: între delimitarea locuitorilor Purcărești, delimitarea locuitorilor Palanga și proprietatea Tătărăști a D-nei Câmpineanu. De aici hotarul delimitaților Purcărești cu Tătărăștii d-nei Câmpineanu sare în colțul de miază zi dintre delimitații Palanga cu delimitații Purcărești și cu d-na Câmpineanu, pe planul nostru însemnat cu nr.6. De aici hotarul luând direcția spre vest merge pe marginea drumului dintre delimitați și proprietate pe o distanță de 323 metri până într-o măguriță mică aflată în colț peste drum, de aici hotarul se îndreaptă spre nord, urmând pe drumul despărțitor până în colț , pe o distanță de 399 metri și 50 c.m. iar de aici hotarul ia direcția vest și la depărtare de 1390 metri și 50 c.m. ajunge în măgura mare din colț dintre drumuri de unde urmând aceeași direcție la depărtare de 123 metri și 50 cm. Ajunge în măgurița făcută de noi acum în malul stâng al gârlei Bucov pe plan nr. 9. (În această parcelă s-a găsit lipsă 34 pogoane <cutropite> de arendașii d-nei Proprietărese.) În legătură cu vecinătatea locului bisericii din Bucov, de față cu epitropii bisericii, Gheorghe Nicolau și Gheorghe Ionescu, primul învățător și al doilea comeciant, s-a trasat următorul hotar: <începând din măgura mare din malul stâng al gârlei Bucov,, însemnată pe plan cu nr. 1, măgură colț de trei hotare: între delimitații Porcărești, între d-na Irina Câmpineanu și între terenul bisericii Bucov-Adunați, dat în moșia Burdea-Căldăraru; am determinat cu zișii epitropi hotarul pe scursura gârlei Burdea până în punctul însemnat pe plan cu nr. 10 unde am făcut o măguriță, colț de trei hotare, între delimitații Porcărești, între locul bisericii Bucov-Adunați și între delimitații din Burdea-Căldăraru.> În legătură cu vecinătatea moșiei Burdea –Căldăraru, <am pornit din punctul însemnat pe plan cu nr.10, colț de trei vecinătăți: între delimitații cătunului Porcărești, delimitații din Burdea-Căldăraru și terenul bisericii din Bucov-Adunați dat în moșia Căldăraru și am mers pe scursura văii Bucov așa după cum s-a stăpânit totdeauna până în punctul însemnat pe plan cu nr.11, unde am făcut o măguriță, punct care este colț de trei hotare: între delimitații cătunului Porcărești, între delimitații din Burdea-Căldăraru și între delimitații din moșia Râca-Pasărea, mergând pe scursura veche și actuală a văii Bucovu pe unde a fost de la delimitare până astăzi așa cum se stăpânește și astăzi, și pe unde se va păstra hotarul și în viitor. Pentru vecinătatea delimitării locuitorilor cătunului Porcărești cu delimitarea din 1864 a locuitorilor împroprietăriți în moșia Statului Pasărea, astăzi, moșia Pasărea fiind proprietate a d-lui Kițu(…). Începând lucrarea din punctul însemnat pe plan cu nr. 11 colț de trei hotare: între delimitații cătunului Porcărești, între delimitații din moșia Pasărea și între delimitații din Burdea-Căldăraru și am mers pe scursura văii Bucovul până în punctul însemnat cu nr.12, în piatra de lânbă pod, colț de trei hotare: între delimitații cătunului Porcărești, între delimitații din moșia Pasărea și între proprietatea moștenitorilor Diaconești. (…) Vecinătatea cu Diaconeștii începe de la piatra de hotar de lângă pod pe plan nr. 12, merge pe scursura văii Bucovul până în vecinătatea cu Stancu-Neamu pe plan cu nr. 13 unde se întrerupe, iar după Stancu-Neamu începe vecinătatea cu moștenitorii Diaconești pe plan nr.14, urmând scursura văii Bucovul iar până la Neamu pe plan nr.15. (…) Vecinătatea cu Stancu-Neamu: <… Am mers pe scursura văii Bucovul până la punctul însemnat cu nr, 14, punct comun între locuitorii de limitați în cătunul Porcărești, moștenitori Diaconești și moștenitor Stancu-Neamu, de unde moștenitorii cu Stancu Neamu se întrerupe, prin vecinătatea cu moștenitorii Deaconești până în punctul însemnat pe planul nostru cu nr. 15, punct comun între delimitații cătunului Porcărești, moștenitorii Diaconești și moștenitorii Stancu Neamu; de aici din nr.15 vecinătatea între locuitorii delimitați în cătunul Porcărești cu moștenitorii Stancu Neamu se urmează tot pe scursura văii Bucovul până în punctul însemnat pe plan cu nr. 16, punct comun la trei vecinătăți : locuitorii Porcărești, moștenitorii Stancu Neamu și Răiculeștii, pu unde se va păstra și în viitor tot pe scursura văii Bucovul.> Pentru vecinătate cu Răiculeștii < începând lucrarea din punctul cu nr.16, punct comun cu trei vecinătăți (…), hotarul merge pe scursura veche a văii Bucovului până în punctul pe plan nr.17, hotar comun între delimitații cătunului Porcărești, între moștenitorii Răiculești și între moștenitorii C. Mihaiu, ziși Mihăilești. De notat că actualmente hotarul este schimbat prin mutarea scursurii actuale a văii Bucovului din punctele a la b, încălcând de la locuitorii cătunului porcărești porțiunea cuprinsă între vechea scursură ș aceleieași văi, porțiune în suprafață de 0 ha și 1460 m. (0 pog., 07 prăjini) și care actualmente se stăpânește de moștenitorii Răiculești, suprafață care urmează a se revendica de locuitorii cătunului Porcărești pe calea justiției. Pe acest teren a fost după delimitare pe o scursură veche a văii Bucov o moară făcăleață, care s-a stăpânit de locuitorii cătunului Porcărești până la 1890, când, venind apele mari, a înecat-o, potmolind moara și iazul și a mutat cursul văii Bucovul pe scursura lui actuală.> Pentru vecinătatea cu Mihăileștii <… începând cu lucrarea din punctul însemnat pe plan cu nr.17, punct hotar comun cu trei vecinătăți(…), urmând cu hotarul pe scursura văii Bucovul până în punctul nr. 18, punct de hotar comun între trei proprietăți: între locuitorii Porcărești, între moștenitorii Mihăilești și între moștenitorii Barbu Gănescu. Pe toată această lungime, hotarul s-a urmat în trecut pe scursura văii Bucovul, menținându-se și pe viitor tot pe scursura acelei văi.> Pentru vecinătatea cu moștenitorii Barbu Gănescu <( …) începând cu lucrarea din punctul însemnat pe plan cu nr. 18, punct de hotar comun între trei proprietăți (…), iar de aici hotarul urmează pe vechea și actuala scursură a văii Bucovul până în punctul însemnat pe plan cu nr. 19, punct de hotar comun între trei proprietăți: între proprietatea locuitorilor Porcărești, între proprietatea moștenitorilor lui Barbu Gănescu și între proprietatea d-lui Mihalache Stancu popescu, menținându-se și de noi pentru viitor tot scursura văii Bucov> ( n.n. pentru punctul 20 lipsește foaia din Cartea de hotărnicie). <Începând din punctul 20, punct situat lângă partea din vale a podului și care este punct de hotar comun cu trei proprietăți între locuitorii Porcărești, între d-l Mihalache Stancu Popescu și între d-l Dobre P. Rădulescu, de aici hotarul urmează pe scursura actuală a văii Bucovului până în punctul însemnat pe plan cu nr. 21, punct hotar comun cu trei proprietăți(…). În legătură cu vecinătatea cu moșnenii din Râca <… începând cu lucrarea din punctul însemnat la nr.21, punct de hotar comun cu trei proprietăți: între locuitorii din cătunul Purcărești, între Dobre P. Rădulescu și îîntre moșnenii din Râca; de aici hotarul urmând pe vechea și actuala scursură a văii Bucovului până în punctul ănsemnat pe plan la nr.9, punct de hotar comun la trei proprietății : între proprietatea d-nei Irina Câmpineanu, între moștenii din Râca și între locuitorii cătunului Porcărești. În trecut pe toată acestă lungime hotarul s-a urmat pe vechea și actuala scursură a văii Bucovul(…). În legătură cu vecinătatea locuitorilor din comuna Popești-Palanga <…începând lucrarea din movila mare de lângă șoseaua Bucov-Adunați-Popești-Palanga, movilă însemnată pe planul nostru cu nr. 3 , movilă semn de hotar între trei proprietăți: între proprietatea Tătărăști a d-nei Irina Câmpineanu, între proprietatea delimitaților din cătunul Porcărești și între delimitații din Palanga. Ambele aceste delimitări făcute în moșia Tătărăști a defunctului Ștefan Bellu, astăzi proprietate a d-nei Irina Câmpineanu. Din această movilă mergând în linie dreaptă prin movila însemnată pe plan cu nr. 4, de aici tot pe aceeași linie dreaptă trece prin movila însemnată pe plan cu nr. 5, și de aici tot pe aceeași linie dreaptă trece prin movila însemnată pe plan cu nr. 6. Toate aceste patru movili mari (3, 4, 5, 6,) sunt movili vechi făcute cu ocazia ieșirii din diviziune dintre d-na Irina Câmpineanu și fratele domniei sale D-l Bellu.>
Am ținut să dau citirie hotarelor care delimitează satul Purcărești din Cartea de hotărnicie pentru a vedea și moșiile din jurul satului din acel timp.